# Elm Point
Elm Point, Minnesota, pertany al Lake of the Woods County, és un petit cap, i un exclavament al sud-oest del Northwest Angle, un periclavament nord-americà. Té frontera amb el Canadà al paral·lel 49 i es troba separat per terra i per aigua del territori dels EUA, a diferència del Northwest Angle - per això és un periclavament - que sí que manté la comunicació amb el territori nord-americà via les aigües territorials del Lake of the Woods.